# Jess Harnell
Jess Q. Harnell (Englewood, New Jersey, 1963. december 23. –) amerikai szinkronszínész, aki elsősorban filmek, játékok és rajzfilmek szereplőinek adja a hangját.
Ismertséget az 1993-as Animánia című rajzfilmsorozatban való szereplésével szerezte. A Született kémek sorozatban ő adta a hangját Jerrynek. Szinkronrendezőként a Louie élete című rajzfilmben tevékenykedett. Mostanában a Rock Sugar nevű amerikai pop/rock formációban hallható énekesként. Egyetlen lemezük Reimaginator címmel jelent meg 2010-ben.

## Jelentősebb szerepei
- The Wild (2006)
- The Scomed (2005)
- The Buzz on Maggie (2005)
- Scooby-Doo (2002)
- Született kémek (2001)
- Lilo & Stitch (2002)
- Toy Story 2 (1999)
- Egy bogár élete (1998)
- Timon és Pumba (sorozat) (1995)